# Paul Hardy (Islamwissenschaftler)
Paul Hardy ist ein zeitgenössischer, in England und in den Vereinigten Staaten ausgebildeter Islamwissenschaftler, der sich auch dem muslimisch-christlichen Dialog widmet. Seinen B.A. und M.A. erwarb er in Oxford und seinen Ph.D. in Islamischem Denken (Islamic Thought) an der University of Chicago. Er lehrte an der School of Oriental and African Studies an der University of London und am City College of New York (Hunter College) in New York.
Seine Arbeitsschwerpunkte bilden islamischer Extremismus und die islamische Philosophie.
2008 war er einer der muslimischen Delegationsteilnehmer des 2. Seminars des Katholisch-Muslimischen Forums.

## Schriften
- Traditions of Islam: Understanding the Hadith. ISBN 1-86064-580-1.
- The Islamic understanding of racism / Markaz al-Islāmī fī Injiltirā. The Islamic Centre of England, London 2001.
- Islam and the race question. Muslim Academic Trust, Cambridge 2002. (M.A.T. papers, no. 5)
- Rethinking Muslim Traditions. (offenbar nicht erschienen)[3]
- Avicenna on Self-Knowing.[4]
- Kapitel 14 epistemology and divine discourse. In: Cambridge Companion to Classical Islamic Theology.[5]